# Kasteel Schimper

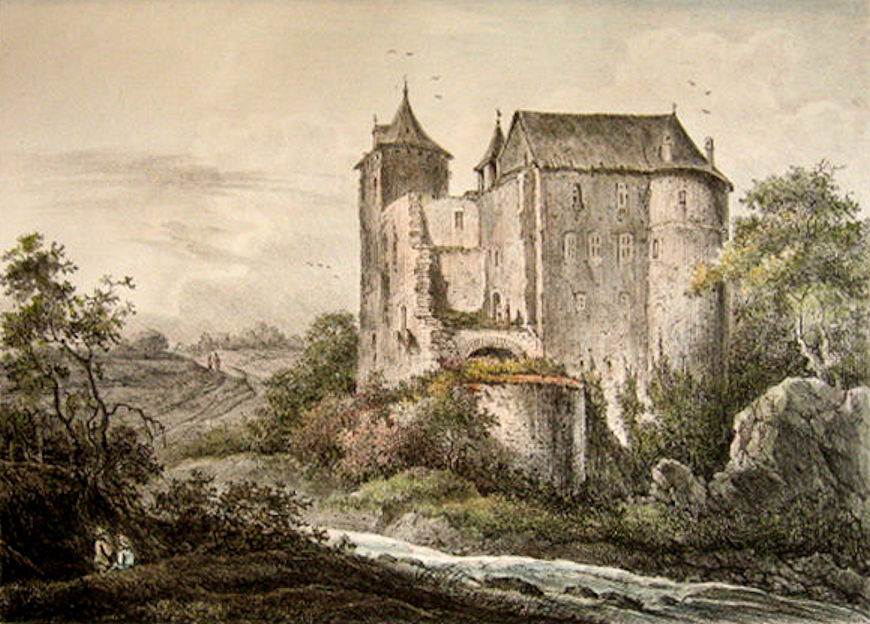
Kasteel Schimper

Kasteel Schimper is een burchtruïne in de tot de Belgische gemeente Plombières behorende plaats Moresnet.
Het kasteel lag op een strategische hoogte langs het dal van de Geul.

## Geschiedenis
Het kasteel werd gebouwd omstreeks 1350, en in deze tijd was het bezit van een zekere Guy von Chinpier. Het geslacht Von Chimpier stierf uit omstreeks 1450. Toen werd het bewoond door ridder Jan van Palant, en in 1466 kwam het door huwelijk aan de familie van Wittem en vervolgens (1515) door huwelijk aan van Ghoor en vervolgens aan de familie Spies von Büllesheim. Deze familie bezat het goed gedurende twee eeuwen, maar het kasteel verviel en was in 1747 al niet meer bewoonbaar.
Omstreeks 1900 stonden nog een aantal muren overeind. Veel stenen zijn sindsdien verdwenen en van het kasteel, met delen uit de 14e en de 17e eeuw, zijn nu nog slechts enkele fundamenten overgebleven.
In de jaren '80 van de 20e eeuw werd het landgoed met manege gekocht door de zanger Hein Simons.